# Cephalelus appendiculatus
Cephalelus appendiculatus är en insektsart som beskrevs av Davies 1988. Cephalelus appendiculatus ingår i släktet Cephalelus och familjen dvärgstritar. Inga underarter finns listade i Catalogue of Life.